# Böxlund
Böxlund (dänisch: Bøgslund) ist eine Gemeinde im Kreis Schleswig-Flensburg in Schleswig-Holstein an der deutsch-dänischen Grenze.

## Geographie

### Geographische Lage
Das Gemeindegebiet von Böxlund erstreckt sich im Norden des Naturraums Schleswiger Vorgeest (Haupteinheit Nr. 697) am Ursprung der Lecker Au. Am Südrand befindet sich ein Teil des  NATURA-2000-Schutzgebietes  FFH-Gebiet Eichenwälder der Böxlunder Geest im Gemeindegebiet.

### Gemeindegliederung
Das ländliche Gemeindegebiet von Böxlund hat siedlungsgeographisch neben dem namensgebenden Dorf keine weiteren amtlich erfasste Wohnplätze.

### Nachbargemeinden
Unmittelbar angrenzende Gemeindegebiete von Böxlund sind:
|        | Kommune Apenrade (Königreich Dänemark)      |           |
| Weesby | Kompassrose, die auf Nachbargemeinden zeigt | Jardelund |
|        | Medelby                                     |           |

## Geschichte

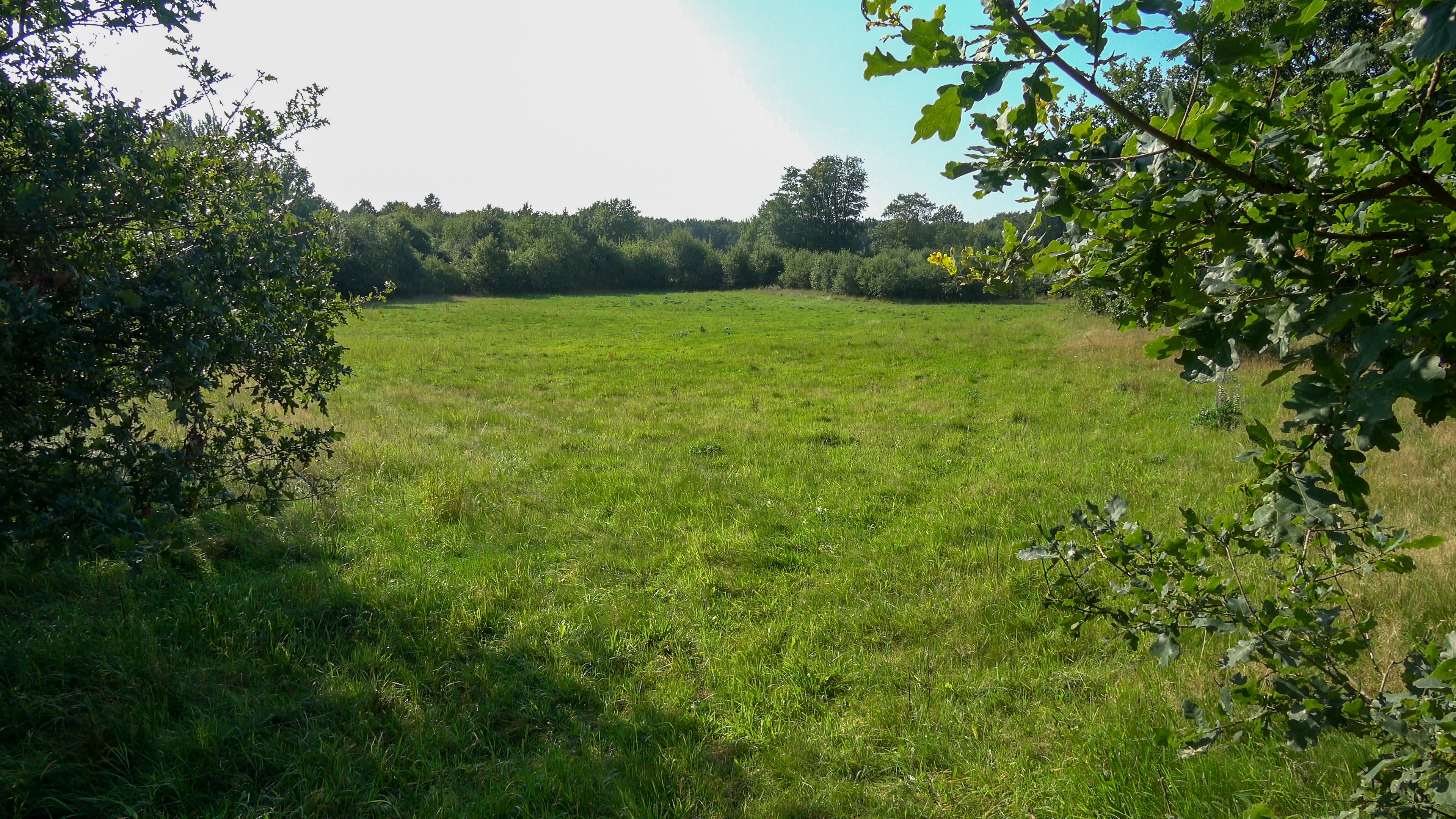
FFH-Gebiet Eichenwälder der Böxlunder Geest

Archäologische Funde belegen eine Besiedlung des Gemeindegebiets in der Jungsteinzeit.
Böxlund wurde 1584 erstmals erwähnt. Der Ortsname leitet sich vom dänischen Bögslunj (Buchenhain) ab.
Am Stolzberg wurde ein (vermutlich) warmzeitlicher Paläoboden gefunden, der noch vor der Eem-Warmzeit gebildet wurde und damit über 150.000 Jahre alt ist. Die Lokalität ist heute ein Naturdenkmal. Der fossile Podsol wird als Beleg für eine Warmphase während der Saaleeiszeit angesehen.

## Politik

### Gemeindevertretung
Bei der am 14. Mai 2023 im Zuge der Kommunalwahlen in Schleswig-Holstein 2023 durchgeführten Gemeindewahl errangen einzig die Kandidaten der örtlichen Wählergemeinschaft Böxlund (WGB) alle sieben Sitze in der Gemeindevertretung. Die Wahlbeteiligung lag bei 52,6 Prozent.

### Wappen
Blasonierung: „Von Gold und Blau durch eine eingebogene halbe Spitze geteilt. Oben eine grüne geöffnete Buchecker und eine grüne über Eck gestellte Egge, unten ein silberner Eiskristall.“
Die geöffnete Buchecker weist auf die Namensgebung der Gemeinde hin. Die Egge in Verbindung mit der Farbgebung Grün und Gold steht für die landwirtschaftliche Prägung und Tradition der Gemeinde. Der Eiskristall weist auf den zum Gemeindegebiet gehörenden Stolzberg, der das Naturdenkmal Paläoböden am Stolzberg beinhaltet. Durch glückliche Umstände ist hier in einer ehemaligen Kiesgrube eine Landoberfläche aus einer Zeit von mehr als 50.000 Jahren erhalten geblieben, in ihrer Vollständigkeit ist diese geowissenschaftliche Seltenheit einmalig in Norddeutschland.

## Wirtschaft
Die Gemeinde ist landwirtschaftlich geprägt, wobei Weidewirtschaft und Getreideanbau vorwiegen. In Böxlund wohnen jedoch auch viele Arbeitspendler, die in Flensburg oder Harrislee arbeiten.